# ルーテル国際学園ノルウェー学校
ルーテル国際学園ノルウェー学校（諾: Den Norske Skolen i Japan, DNS Japan、英: Lutheran International Schools (The Norwegian School)）とは、かつて兵庫県神戸市に存在したインターナショナル・スクールである。
40年間にわたり垂水区塩屋町に、移転後の15年間は東灘区の六甲アイランドに所在した。

## 概要
初等科と中等科で、1年生から9年生の学年が存在し、在日ノルウェー人生徒に加え、在日デンマーク人と在日スウェーデン人の生徒も受け入れた。教育はノルウェー語で行われ、学校行事もノルウェー流であった。
ノルウェー伝道会、ノルウェー・ルーテル伝道会、およびノルウェー福音ルーテル自由教会によって所有され、教育費の8割はノルウェー政府が援助した。

## 歴史
1950年に創立され、当初は須磨区の須磨ルーテル教会に間借りして授業を行っていたが、1955年から垂水区塩屋町6丁目に校舎と寄宿舎をかまえた。
発足時は5名の生徒であったが、最大で生徒60名が在籍し、1983年の時点で37名の生徒が寄宿舎から通学していた。1990年に六甲アイランドに移転したが在籍する生徒の数は減り続けた。1993年に学校法人の認可を受けたものの、1995年の阪神・淡路大震災を経て、1997年時点で17名、1999年時点で19名と推移し、閉校した2005年の時点では僅か9名の生徒しか在籍していなかった。最後の卒業式はその年の6月17日に行われた。
閉校後に校地が隣接していたカナディアン・アカデミーが、この学校の跡地を買い取りアーリーラーニングアクティビティセンターを2008年に建設している。